# Darling Mearas
Darling Mearas, född 13 maj 2013 på Snogarps gård i Ystad i Skåne län, är en svensk varmblodig travhäst. Hon tränas och körs av Åke Svanstedt i USA. Hon tränades tidigare av Stefan Persson, verksam vid Halmstadtravet.
Darling Mearas har till mars 2019 sprungit in 6,4 miljoner kronor på 29 starter varav 12 segrar, 2 andraplatser och 7 tredjeplatser. Hon har tagit karriärens hittills största segrar i Svenskt Trav-Oaks (2016) och EM för ston (2018). Hon har även kommit på andraplats i Stochampionatet (2017) samt på tredjeplats i Breeders' Crown (2016).

## Karriär
Darling Mearas inledde karriären i maj 2016 och var obesegrad i sina tre första starter. I sin åttonde start i karriären segrade hon i Svenskt Trav-Oaks på Solvalla. Segern var värd 2,8 miljoner kronor. Under samma säsong kom hon även på tredjeplats i Breeders' Crown för treåriga ston. För sin framgångsrika säsong 2016 utsågs hon till Årets Sto vid Hästgalan. Hon delade priset med Galactica.
Säsongen 2017 inleddes med två raka segrar. Den 23 juli kom hon på andraplats i Stochampionatet på Axevalla. Under 2018 segrade hon i Europeiskt championat för ston på Solvalla. Segern var värd 900 000 kronor. I november samma år gjorde hon sin första och hittills enda start på Vincennesbanan i Paris, i ett lopp hon slutade oplacerad i.

### Flytt till USA
I februari 2019 meddelades det att Darling Mearas skulle flyttas till Åke Svanstedts träning i USA. En av huvudanledningarna är det begränsade utbudet av rena stolopp med höga prispengar i Sverige. Stefan Persson har meddelat att sista starten för hästen i Sverige blir på hemmabanan Halmstadtravet den 2 mars 2019. I loppet slutade hon på sjätte plats.
Hon debuterade för Åke Svanstedt den 11 maj 2019 i ett kvallopp på Meadowlands Racetrack.